# George Coulton
George Gordon Coulton (King's Lynn, 15 oktober 1858 - ?, 4 maart 1947) was een Brits geschiedkundige, vooral bekend om zijn publicaties over de Middeleeuwen. Hij stond tevens bekend als een vurig controversialist. 
Coulton volgde zijn opleiding aan de Lynn Grammar School, de Felsted School en aan het St. Catharina's College van de Universiteit van Cambridge. Daarna gaf hij een korte tijd les en werd hij beëdigd tot geestelijke in 1883. Coulton streefde echter geen positie in de Anglicaanse Kerk na, bij gebrek aan een gevoel van roeping. Hij ging in plaats daarvan verder in het onderwijs. Coulton begon als onafhankelijk academicus de geschiedenis van de Middeleeuwen te bestuderen. Als fel anti-katholiek belandde hij met name in de jaren dertig vaak in harde journalistieke controverses met Hilaire Belloc, die zijn bloed wel kon drinken. 
In 1911 kreeg Coulton een positie als lector aan de Universiteit van Cambridge. Hij werd 'Fellow' van het St. John's College in 1919 en Fellow van de British Academy in 1929.